# 神戸市立鵯越小学校
神戸市立鵯越小学校（こうべしりつ ひよどりごえしょうがっこう）は、かつて兵庫県神戸市兵庫区にあった公立小学校。

## 概要
2009年3月、当校と神戸市立菊水小学校・神戸市立東山小学校・神戸市立夢野小学校との統合により閉校。4月より神戸市立夢野の丘小学校に移行している。
校舎は閉校後は解体され、地元活用の一部を除き売却。。

## 沿革
- 1928年4月 - 鵯越尋常小学校として開校。（菊水・平野・川池・湊山・荒田のそれぞれの尋常小学校より校区分離）[2]
- 1941年4月1日 - 国民学校令により、神戸市鵯越国民学校に改称。
- 1947年4月1日 - 学制改革により、神戸市立鵯越小学校に改称。
- 1948年4月15日 - 当校講堂において神戸市立夢野中学校の開校式を挙行。[3]
- 1957年6月 - 東山分校を設置。
- 1958年4月1日 - 東山分校が神戸市立東山小学校として独立開校。
- 1995年1月17日 - 阪神・淡路大震災発生。臨時休校となる。
- 2009年
  - 3月7日 - 統合前4校の合同閉校式。
  - 3月31日 - 閉校。

## 交通
- 阪急バス鵯越町バス停より